# Elizabeth Philpot
Elizabeth Philpot (1780–1857) foi uma colecionadora de fósseis britânica do início do século XIX. Foi também paleontóloga amadora e artista que coletou fósseis das falésias nos arredores de Lyme Regis, no condado de Dorset, na costa sul da Inglaterra. É mais conhecida hoje por sua colaboração e amizade com a coletora de fósseis inglesa Mary Anning. Philpot era bem conhecida em grupos geológicos por seus conhecimentos em fósseis de peixes, bem como por sua extensa coleção de espécimes. Ela foi consultada por grandes geólogos e paleontologistas de seu tempo, como William Buckland, e Louis Agassiz. Quando Mary Anning encontrou fósseis de belemnites que continham bolsas de tinta, foi Philpot que descobriu que o líquido fossilizado poderia ser revivificado com água e usado em ilustrações, o que se tornou uma prática comum de artistas locais.

## Biografia
Nascida em 1780, Elizabeth Philpot e suas irmãs Louise e Margaret mudaram-se de Londres para Lyme em 1805. Lá, compartilharam uma casa comprada para elas por seu irmão, um advogado de Londres. Foi em Lyme que elas viveram o resto de suas vidas. As Philpots tornaram-se conhecidas localmente pela coleta de fósseis, bem como por uma medicação caseira, uma pomada calmante, que produziram e distribuíram.

### Amizade com Mary Anning
Elizabeth Philpot ficou amiga de Mary Anning quando essa ainda era criança. Apesar da diferença de 20 anos de idade entre as duas e do fato de que a classe trabalhadora de Anning tinha uma origem muito mais humilde, as duas tornaram-se próximas e eram frequentemente vistas coletando fósseis juntas. Philpot incentivou a jovem Anning a ler sobre geologia e entender a ciência por trás dos fósseis que no futuro ela coletaria e venderia.

### Fósseis
A extensa e meticulosa coleção de fósseis das irmãs Philpot foi utilizada para pesquisa por muitos geólogos. Todas as três contribuíram para com ela, mas foi Elizabeth Philpot que escreveu aos principais geólogos como William Buckland, William Conybeare, e Henry de la Beche para falar sobre o acervo. A coleção ficou conhecida por seus fósseis de peixes. Também continha os dentes que, em 1829, Buckland combinou com um famoso esqueleto incompleto descoberto por Anning quando ele descreveu o pterossauro Pterodactylus macronyx (mais tarde renomeado por Richard Owen como Dimorphodon macronyx). Em seu artigo de 1824 que descrevia um esqueleto quase completo de um plesiossauro, descoberto por Anning em 1823, William Conybeare mencionou que examinou um crânio na posse de "Miss Philpot" ("Senhorita Philpot", em português).
Em 1834, Buckland organizou uma visita a Lyme para o paleontólogo suíço Louis Agassiz, na qual trabalharia com Philpot e Anning para obter e estudar fósseis de peixes encontrados na região. Juntas, foram capazes de mostrar-lhe fósseis de 34 espécies diferentes, e ele ficou tão impressionado com o conhecimento delas que em sua revista escreveu: "Senhorita Philpot e Mary Anning conseguiram me mostrar com a total certeza quais eram ictiodurolitos de barbatanas dorsais de tubarões que correspondiam a diferentes tipos". Ele agradeceu a ambas pela ajuda em seu livro, Studies of Fossil Fish [Estudos de Fósseis de Peixes], e nomeou uma espécie de peixe, Eugnathus philpotae, em homenagem a Philpot e outras duas a Anning.

### Tinta fossilizada
Em 1826, Mary Anning descobriu o que parecia ser uma cavidade contendo tinta seca em um fóssil de belemnite. Ela mostrou a descoberta à amiga Elizabeth Philpot, e essa foi capaz de revivificar a tinta misturando-a com água. Philpot usou-a em algumas de suas ilustrações de fósseis de ictiossauros, e outros artistas locais logo fizeram o mesmo quando mais bolsas de tinta fossilizadas foram descobertas.

## Legado
A importante coleção de fósseis das irmãs Philpot acabou no Museu de História Natural da Universidade de Oxford. O Philpot Museum (hoje conhecido como Lyme Regis Museum) foi construído em homenagem às irmãs por seu sobrinho Thomas Philpot. Em 2009, Tracy Chevalier escreveu um romance histórico sobre Philpot e Anning intitulado Remarkable Creatures [Criaturas Notáveis], e em março de 2010, uma empresa de produção australiana adquiriu os direitos de produzir um longa-metragem do livro. Philpot foi interpretada pela atriz Fiona Shaw no filme de drama romântico Ammonite (2020).[carece de fontes?]